# Palacio de Gobierno (Finlandia)
El palacio de Gobierno (en finés: Valtioneuvoston; en sueco: Statsrådsborgen) es el edificio de oficinas ejecutivo del gobierno de Finlandia. Se encuentra junto a la plaza del Senado en el centro de Helsinki. Actualmente el palacio de Gobierno alberga la Oficina del primer ministro, la Oficina del procurador general de justicia y la mayoría de los departamentos del Ministerio de Hacienda. Aunque el edificio no está abierto al público, existe días especiales de puertas abiertas.

## Historia
El trabajo en la construcción del Senado comenzó en 1818. El Senado se trasladó al palacio con vista a la Plaza adyacente en 1822. El ala que mira hacia la calle Aleksanterinkatu se completó en 1824, seguida por el ala Ritarinkatu en 1828. La zona de Hallituskatu no se cerró hasta varias décadas más tarde con un patio anexo añadido en 1860 para albergar la imprenta del Senado. Los lados de Ritarikatu y Hallituskatu fueron posteriormente renovados y modificados. El palacio de Gobierno adquirió su aspecto actual entre 1916 y 1917 con la elevación del ala Ritarikatu.
Además del Senado, el edificio también alberga otros organismos públicos importantes como el predecesor del Banco de Finlandia o los archivos nacionales. La Farmacia imperial de Alejandro también estaba localizada en el palacio antes de su traslado frente a la plaza del Senado en 1832.
En 1904 Eugen Schauman disparó al gobernador general de Finlandia Nikolai Bobrikov en las escaleras de la segunda planta del edificio.